# Baglan
Baglan és una taluka al districte de Nasik en l'estat indi de Maharashtra.

## Història
Baglan fou un territori de l'Índia Britànica al nord de les muntanyes Satmala al districte de Nasik de la presidència de Bombai.
La regió fou dominada antigament pels rathors rajputs que deien ser descendents dels reis de Kanauj; van formar un principat. La primera notícia certa és del 1298 quan Rai Karan el darrer rei d'Anhilvada fou derrotat per Ulug Khan, va fugir i va poder establir un principat independent amb ajut de Ramdeo dels yadaves de Deogiri, dels que probablement en aquest temps els rathor de Baglan eren tributaris. Derrotat Ramdeo pels musulmans el príncep rathor de Baglan segurament van restar vassalls musulmans.
El 1347 Baglan va passar als bahmànides i el 1366 el príncep de Baglan és esmentat com aliat de Bayram Khan contra el sultà Muhammad Shah Bahman I. Cinc anys després es va fer tributari de Delhi quan Malik Raja va establir la dinastia farúquida a Khandesh. Al segle xv era feudatari dels sultans d'Ahmedabad (Gujarat) i el país fou assolar per Ahmad Shah Bahman I el 1429. En endavant van restar vassalls de Ahmedabad (Gujarat), excepte un breu període després del 1499 quan els prínceps (baharji) de Baglan van haver de reconèixer temporalment la sobirania dels nizamshàhides d'Ahmadnagar; el 1573 Gujarat fou conquerit per Akbar al Gran i Baglan va esdevenir part de l'Imperi Mogol; el seu cap rathor és assenyalat aleshores com dirigent d'un país populós i fèrtil que tenia 8000 soldats de cavalleria i 5000 d'infanteria i posseïa diverses fortaleses, destacant les de Mulher i Salher.
Quan Akbar va conquerir Khandesh el 1599 va intentar dominar Baglan però després d'un setge que va durar fins al 1606, va haver d'acceptar al rathor Pratap Shah i li va donar diversos pobles a canvi de protegir els viatgers (el príncep va deixar un fill com a ostatge a l'emperador). Finalment el successor de Pratap, Bairam Shah, fou sotmès a la condició de vassall per Aurangzeb el 1637. El país tenia llavors uns 1000 pobles i 30 subdivisions i limitava al nord amb Sultanpur i Nandurbar, a l'est amb Chandor, al sud amb Trimbak i Nasik i l'oest amb Surat i territori portuguès. Tavernier (1640-1666) va descriure el país.
Entre 1670 i 1672 el país fou atacat pels marathes que van ocupar Salher que van perdre el 1684 davant els mogols. Els rathor devien perdre el poder davant els marathes. El 1724 va quedar en poder del nizam de Dècan (després Estat de Hyderabad) que va nomenar un governador pel Baglan, resident a Mulher; això va continuar fins al 1795 quan Baglan fou cedit pel nizam al peshwa maratha, que el va posar a càrrec d'un sarsubahdar que governava també Khandesh. Salher es creu que fou concedit pel peshwa a Rani Gahinabai, vídua de Govind Rao Gaikwar, que després de la batalla de Dhodap (1768), romania presoner a Poona, i que més tard va governar Baroda (1793-1800).
Quan el peshwa fou enderrocat Mulher va passar als britànics (3 de juliol de 1818) i el territori de Baglan unit al districte de Khandesh fins al 1869 quan va passar al districte de Nasik; el 1875 va formar dues talukes: Baglan i Kalvan.